# Уилли Лампкин
Уилли Лампкин (англ. Willie Lumpkin) — вымышленный второстепенный персонаж американских комиксов издательства Marvel Comics. Наиболее известен как почтальон Фантастической четвёрки.
На протяжении многих лет с момента его первого появления в комиксах персонаж появлялся в других медиа продуктах, в том числе фильм и мультсериалы.

## История публикаций

### Газетный комикс
Первоначально персонаж был создан для синдицированного ежедневного комикса сценаристом Стэном Ли и художником Дэном ДеКарло. В интервью 1998 года Ли вспоминал:
Мел Лазарус создал газетный комикс под названием Miss Peach, который состоял не из нескольких панелей, а из одной большой длинной панели. Мне очень понравилась эта идея, поэтому, когда Гарольд Андерсон, глава Publishers Syndicate, попросил меня сделать газетный комикс, я придумал Barney's Beat, повествовавший о полицейском из Нью-Йорка и других персонажах из его патруля, которых он встречал каждый день, и это было гэгом. Я сделал несколько сэмплов вместе с Дэном ДеКарло и они показались мне замечательными. Гарольд заявил, что комикс чересчур ориентировался на «жителей больших городов», и не снискал бы отклика в маленьких городах, в которых не было своих полицейских. Он хотел что-то, что могло бы понравиться пригородам, что-то сельское. Он сказал: «Знаешь, Стэн, чего я хочу? Мне нужен почтальон! Дружелюбный маленький почтальон в маленьком городке». Я не помню, кто из нас придумал имя Лампкина, но я его ненавидел. Кажется, я придумал это имя в шутку, и он сказал: «Да, вот оно! Хорошая идея!».
Юмор Willie Lumpkin строился на людях и ситуациях, с которыми Уилли сталкивался на пути доставки почты в маленьком городке Гленвилл. Ежедневный комикс выпускался с декабря 1959 года по 6 мая 1961 года. Воскресный комикс выпускался до 28 мая. 

### Marvel Comics
Ли и художник Джек Кирби представили новую версию Уилли Лампкина в комиксе в The Fantastic Four #11 (Февраль 1963). Там он был значительно старше, нежели в газетном комиксе, однако оставался таким же добродушным и время от времени ссылался на своё прошлое в качестве почтальона в Гленвилле, расположенном в Небраске.
При первом появлении в комиксах Лампкин подружился с Фантастической четвёркой, которой он регулярно доставлял письма от фанатов в их штаб-квартиру в Здании Бакстера в Нью-Йорке. Он в шутку попросился в команду на том основании, что у него есть «способность» шевелить ушами.
Лампкин обзавёлся собственным комиксом в Marvel Comics Presents #18 (Май 1989). В этой пародии на «Рождественскую песнь» его посещает Призрак прошлого Рождества, который намеревался преследовать сварливого заклятого врага Человека-паука Джея Джону Джеймсона, но не смог найти его адрес. История заканчивается тем, что как правило любезный почтальон приходит к выводу, что ненавидит Рождество.
В 2018 году, в комиксе Black Panther/Deadpool #1 (Октябрь 2018) Уилли  Лампкин был сбит на автобусе Дэдпулом, который затем направился к Чёрной пантере в Ваканду, чтобы спасти ему жизнь. В 2020 году, в разделе Fantastic Forum комикса Fantastic Four vol. 6 #25 (Октябрь 2020) Уилли Лампкин редактировал страницу Дэна Слотта в английской Википедии.

## Биография
В комиксах Marvel Уилли Лампкин был почтальоном, маршрут которого включал дом и штаб-квартиру Фантастической четвёрки в Здании Бакстера. Нередко он становится частью злоключений супергеройской команды. Например он был вынужден провести в шкафу канун Рождества, пока Фантастическая четвёрка сражалась с Супер-Скруллом, а также помогал команде во время противостояния с Безумным мыслителем. Незадолго до этого инцидента Рид Ричардс попросил Уилли деактивировать всё его оборудование, что позволило Фантастической четвёрке одержать победу. В другой истории инопланетянин Скрулл выдавал себя за добродушного почтальона, чтобы проникнуть в штаб-квартиру Фантастической четвёрки.
Лампкин недолгое время встречался с Мэй Паркер, тётей Питера Паркера. В период, когда Мэй считалась мёртвой, тяжело переживавший её смерть Уилли подружился с Дорин Гринвальд.
С тех пор, как Лампкин вышел на пенсию, его племянница Вильгемина «Билли» Лампкин начала доставлять почту Фантастической четвёрке.
Он дал интервью о Фантастической четвёрке в новостном шоу Lateline, заявляя, что, несмотря на свой звёздный статус члены команды всегда находили время, чтобы поприветствовать его. Некоторое время спустя, миниатюрная суперкоманда проникла в его тело, чтобы удалить неоперабельную опухоль мозга.
Позже Лампкин был нанят учителем биологии в Фонде Будущего, школе, основанной Фантастической четвёркой. Уилли путешествовал на Луну, когда Фонд Будущего решил провести вечеринку. Также Лампкин был нанят в качестве модератора новостей о Четвёрке в интернете.

## Альтернативные версии

### Ultimate Marvel
Во вселенной Ultimate Marvel существует правительственный агент по имени Лампкин, который работает в агентстве, управляющем мозговым центром / школой в Здании Бакстера. Его имя не упоминается. Он значительно моложе и толще классической версии. Он был ответственен за вербовку Рида Ричардса. Также он влюбился в мать Бена Гримма. Лампкин и трое его людей помогают Четвёрке в противостоянии с Безумным мудрецом, бывшей ученицей Здания Бакстера. Рид спасает группу, когда та терпит поражение.

## Вне комиксов

### Кино

Стэн Ли в роли Уилли Лампкина в фильме «Фантастическая четвёрка» (2005).

Права на Уилли Лапкина принадлежали студии 20th Century Fox вплоть до приобретения компании The Walt Disney Company в 2019 году.
Стэн Ли исполнил роль Уилли Лампкина в фильме «Фантастическая четвёрка» 2005 года. По сюжету он является старым знакомым Рида Ричардса, который доставляет ему почту в Здание Бакстера.
Идея о камео Ли возникла за несколько дней до его прибытия на съёмочную площадку фильма. Художник по гриму Барт Миксон предложил Кевину Файги представить Ли в роли Лампкина и тот одобрил идею. Тем не менее, несмотря на попытки костюмеров дать Ли небольшие круглые очки, которые были у его персонажа в комиксах, тот снялся в своих фирменных солнцезащитных очках, которые считал своей визитной карточкой. Это был первый случай, когда Ли исполнил роль персонажа Marvel Comics, которого сам же создал.

### Телевидение
Колин Мёрдок озвучил Уилли Лампкина в эпизоде «Мой сосед был Скруллом» мультсериала «Фантастическая четвёрка: Величайшие герои мира» 2006 года.